# Santiago Prado Pérez de Penamil
Santiago Prado Pérez de Peñamil (La Habana, 25 de julio de 1949), director de cine, guionista e historiador cubano. Tiene en haber más de 48 documentales enfocados al estudio de la historia y cultura cubana, así como sobre la influencia de la cultura española en Cuba, 21 de los cuales pertenecen a la serie Andar La Habana. Además, realizó dos cuentos de ficción. Cuenta con cuatro libros de historia y numerosos ensayos publicados en diferentes revistas dentro y fuera de Cuba. Como conferencista, Santiago ha presentado sistemáticamente sus ponencias en auditorios tanto en Cuba como en España. Es miembro Concurrente de la Academia de la Historia de Cuba desde 2020, de la Sociedad Económica de Amigos del País, desde 2018 y de la Unión de Escritores y Artistas de Cuba desde 1988. 
Ha sido galardonado con la Distinción Gaspar Melchor de Jovellanos, 1999, otorgada por la Federación de Asociaciones Asturianas de Cuba, la Orden Raúl Gómez García, 2000 y la Distinción Miguel de Cervantes y Saavedra, 2002, otorgada por la Federación de Asociaciones Españolas de Cuba. Es miembro de la Unión Nacional de Escritores y Artistas de Cuba.
Desde 1975 hasta 2015 laboró en el Instituto Cubano de Radio y Televisión y, durante este período, se desempeñó como guionista y director cinematográfico y de televisión. Ha realizado una profunda labor de investigación en los diversos temas que ha abordado como cineasta, entre los que se destacan: la historia de Trinidad, ciudad Patrimonio de la Humanidad de la UNESCO; tradiciones de origen afrocubanas en su vinculación sincrética con la cultura española; la historia de La Habana, para la serie televisiva Andar La Habana. En particular, la investigación sobre la historia de la influencia española en Cuba y especialmente de la migración, comenzada hace más de 20 años, ha sido una de sus más consistentes investigaciones actuales, fruto de la cual terminó en 1996 la serie de 6 capítulos "Historia de una migración", coproducción de la televisión cubana y la Universidad de Oviedo en España.
Colaborador de las revistas Temas, Opus Habana, Catauro, Espacio Laical, Revista A Distancia, de la Universidad A Distancia UNED, Excelencia del Caribe y del periódico Quirós, sobre temática cubano-española. Colabora con la Dirección de Cultura de la Oficina del Historiador de la Ciudad de La Habana y con la Federación de Asociaciones Españolas de Cuba. Por otra parte, ha impartido cursos sobre documentales y conferencias sobre su obra en Cuba y en España, así como conferencias sobre españoles en Cuba en Instituto de historia de Cuba, la Fundación Fernando Ortiz, el Aula Iberoamericana que auspicia la Universidad de La Habana y la Embajada de España, entre otras.
Sus obras se han exhibido en diversos festivales nacionales e internacionales en calidad de finalistas, entre otros, Bilbao, Madrid, Huesca, San Sebastián, Río de Janeiro, Cartagena, Cracovia, Moscú, Taskent y La Habana. Ha sido jurado en diversos concursos nacionales.

## Premios y distinciones
- Premio 13 de marzo, 1979.
- Premio Festival de la TV Cubana, 1985.
- Premio Festival de la TV Cubana, 1986.
- Premio especial en programación infantil. Concurso Caracol UNEAC, 1986.
- Premio Festival de Cine Didáctico, 1991.
- Premio Presentación en Sala. Convención de Turismo de La Habana, 1997.
- Distinción “Gaspar Melchor de Jovellanos” 1999, otorgada por la Federación de Asociaciones Asturianas de Cuba.
- Orden “Raúl Gómez García”, 2000.
- Distinción RAL (categoría de calidad latinoamericana), Punta del Este, Uruguay, 2001.
- Premio Festival Cine Plaza al mejor guion documental, La Habana, 2002.
- Mención Festival Cine Plaza a la dirección y la música, La Habana, 2002.
- Premio OCIC (Oficina Católica Internacional de Cine), Festival Cine Plaza, La Habana 2002.
- Distinción “Miguel de Cervantes y Saavedra” 2002, otorgada por la Federación de Asociaciones Españolas de Cuba.
- Distinción “Artista de Mérito”. Otorgada por el Instituto Cubano de Radio y Televisión (ICRT) de Cuba, 2020.
- Elegido Miembro Concurrente de La Academia de la Historia de Cuba, 2020.

## Filmografía
- Caña de azúcar (1978) - Documental, 12 minutos
- ¿Cómo se magnetizan las sustancias? (1978) - Documental, 12 minutos
- Propiedades de los metales (1978) - Documental, 12 minutos
- Computadoras electrónicas (1980) - Documental, 18 minutos
- ¿Cocimientos o medicamentos? (1981) - Documental, 27 minutos
- Tradiciones Trinitarias (1982) - Documental, 19 minutos
- El tiempo vive en mí (1983) - Documental, 27 minutos
- Trinidad, monumento imperecedero (1983) - Documental, 18 minutos
- Todo lo que se diga es poco (1984) - Documental, 27 minutos
- El sonido de La Habana (1985) - Documental, 14 minutos
- Un día de campaña (1985) - Documental, 19 minutos
- Los últimos días de George Weerth (1986) - Producción Cuba-Alemania. Codirección - Ficción, 90 minutos
- Oficio de caminante (1986) – Documental, 16 minutos.
- Homenaje al Generalísimo (1987) - Documental, 18 minutos
- Noche baja (1988) – Ficción, 27 minutos
- Entre dos (1989) - Ficción, 57 minutos
- Arriba corazones (1990) - Documental, 27 minutos
- Lo que llevo en la sangre (1993) - Documental, 8 minutos
- Historia de una migración (1996) - Serie de 6 capítulos de 27 minutos (cada uno). Coproducción RTV-Cuba y la Universidad de Oviedo
- Cienfuegos (1997) - Documental, 10 minutos
- Andar La Habana (1997) - Serie Documental para TV. Varios capítulos
- Ballet Nacional de Cuba. Serie Andar La Habana. (1998) - Documental, 15 minutos
- El arte en La Habana Antigua. Serie Andar La Habana. (1998) - Documental, 12 minutos
- Un museo olvidado. Serie Andar La Habana. (1998) - Documental, 12 minutos
- Las plazas, oasis del reposo. Serie Andar La Habana. (1998) - Documental, 12 minutos
- Puros Habanos. Serie Andar La Habana. (1999) - Documental, 12’30 minutos
- Para el Apóstol, honor. Serie Andar La Habana. (1999) - Documental, 13 minutos
- Huellas asturianas. Serie Andar La Habana. (1999) - Documental, 13’30 minutos
- La Habana de la Cumbre. Serie Andar La Habana. (1999) - Documental, 11’50 minutos
- Un lugar para volver. Serie Andar La Habana. (2000) - Documental, 12’30 minutos
- Fortalezas. Serie Andar La Habana. (2000) - Documental, 12 minutos
- Monumentos, una nueva mirada. Serie Andar La Habana. (2000) - Documental, 12’35 minutos
- Una obra de amor. Serie Andar La Habana. (2000) - Documental, 11’55 minutos
- Humboldt, ayer y hoy. Serie Andar La Habana. (2000) - Documental, 13’10 minutos
- De la cultura y el turismo. Serie Andar La Habana. (2000) - Documental, 13 minutos
- Antiguas farmacias de la ciudad. Serie Andar La Habana. (2001) - Documental, 12’30 minutos
- Amables espacios de la ciudad. Serie Andar La Habana. (2001) - Documental, 12’10 minutos
- Una voz de la ciudad. Serie Andar La Habana. (2001) - Documental, 12’25 minutos
- Reparto de las murallas. Serie Andar La Habana. (2001) - Documental, 12’15 minutos
- Un museo para el ron. Serie Andar La Habana. (2001) - Documental, 12’35 minutos
- 50 años después. Serie Andar La Habana. (2001) - Documental, 11’55 minutos
- Con un rostro distinto (2002) - Documental, 27’30 minutos
- La Memoria y el Tiempo. Escuela Nacional de Ballet (2002) - Documental, 30’25 minutos
- Opus Habana. Tras las huellas de Emilio Roig. Serie Andar La Habana. (2003) - Documental, 11’05 minutos
- Aché To, Ceiba. (2006) - Documental, 24’40 minutos
- Una Perfecta Comunión de Voces. (2008) - Documental. 53’40 minutos.

## Libros y artículos publicados
- A cien años de la guerra hispano-cubana norteamericana. Artículo publicado en la Revista A Distancia, Universidad de Educación a Distancia, número 2, volumen 16, diciembre de 1998.
- Balompié: alternativa simbólica de los españoles en La Habana (1898-1935). Artículo publicado en el Revista Temas, número 49, enero-marzo de 2007.
- Los españoles y el fútbol. Artículo publicado en el libro digital Memorias del Evento Científico Rubén Martínez Villena, su Época y sus Contemporáneos. Museo Martínez Villena. La Habana, 2010
- Españoles, fútbol y espacios públicos. Artículo publicado en libro digital Memorias del Evento Científico Rubén Martínez Villena, su época y sus Contemporáneos.
- El género documental en los antiguos Estudios Cinematográficos del ICRT. Breve reseña histórica. Artículo publicado en el libro En el llano como en la sierra, Ediciones enVivo, ICRT, 2011, páginas 42-54.
- La irrupción del fútbol en La Habana. Manifestaciones interétnicas y actividad social, 1911-1935. Artículo publicado en revista Catauro. Revista cubana de antropología, Fundación Fernando Ortiz, año 13, no. 24, julio-diciembre, 2011, páginas 101-116.
- Soccer in the Cuban Republic. Artículo publicado en Enciclopedia Cuba. Tomo II, páginas 925-928, Editor in Chief Alan West-Durán. Grupo Cengage Learning. Editorial Charles Scribner’s Son, Detroit, Estados Unidos, 2012.
- Balompié en La Habana. Artículo publicado en revista Opus Habana, de la Oficina del Historiador, vol. XIX, no. 14, agosto 2011- enero 2012, páginas 58-63.
- ¿Quiénes jugaron fútbol por primera vez en La Habana? Artículo publicado en periódico Trabajadores, La Habana, 21 de enero de 2013, no. 3, año XLIII, p. 12.
- “El fútbol y los clubes españoles de La Habana. 1911-1937. Asociacionismo y espacios de sociabilidad” Colección La Fuente viva. Fundación Fernando Ortiz, ISBN  978-959-7091-01-2, La Habana, 2013.[1]
- ¿Patrimonio cultural los antiguos estadios? Artículo publicado en periódico Trabajadores, La Habana, 12 de mayo de 2014, no. 23, año XLIV, p. 12.
- Las corridas de toros en la Cuba republicana: Un tema olvidado. Artículo publicado Espacio Laical, año 12, no. 3-4, 2016, p. 86-94.
- “Contrapunteo del béisbol y el fútbol. Una vieja y soterrada pugna. La Habana 1907-1958”. Editorial Abril, ISBN  978-959-311-073-0, La Habana, 2017.[2]
- El excedente inmigratorio hispano en Cuba en 1920-1921.” Artículo publicado Espacio Laical, año 14, no. 1, 2018, p. 76-84.
- “Las corridas de toros en La Habana. Una enconada pugna republicana. 1902-1959.” Editorial Boloña, ISBN  978-959-294-184-7, La Habana, 2018.[3]
- “Los cubanos y el fútbol en la prensa. La Habana 1907-1958” Colección La fuente viva, Fundación Fernando Ortiz, ISBN  978-959-7249-06-1, La Habana, 2019.[4]
- Edición del DVD “Andar La Habana” con la conducción del doctor Eusebio Leal Spengler. El DVD está compuesto por 21 documentales de la serie Andar La Habana con guion y dirección de Santiago Prado. Volúmenes VII, VIII, IX y X. La Ceiba. Colección del Historiador. Oficina del Historiador de la Ciudad.

## Conferencias y presentaciones
- 1994 - Conferencia titulada Los Asturianos en Cuba, en el Aula Iberoamericana, auspiciada por la Universidad de La Habana y la Embajada de España.
- 1996 - Presentación en Gijón de la serie documental y conferencias adicionales en varios municipios y centros de cultura en Asturias.
- 1996- PREMIER DE LA SERIE DOCUMENTAL “Historia de una migración”, EN LA UNIVERSIDAD DE OVIEDO, ESPAÑA.
- 2002 - Conferencia Indianos en Asturias. Sociedad de Avilés de la Federación Asturiana de Cuba.
- 2004 - Conferencia Los asturianos en La Habana. Federación asturiana de Cuba.
- 2006 - Conferencia Los Españoles y el Balompié en La Habana, en ciclo sobre la historia de la República. Instituto de Historia de Cuba.
- 2006 - Presentación de la serie Historia de una Migración, durante el evento La Huella de España. Centro Hispanoamericano de Cultura. La Habana.
- 2007 - Conferencia sobre Los Españoles y el Fútbol, en el evento científico Rubén Martínez Villena, su Época y sus Contemporáneos, en el Museo Martínez Villena.
- 2008- Ponencia “Los españoles en el fútbol republicano, 1912-1930”, en Evento “A cien años de Curros Enríquez”, auspiciado por el Centro de Altos Estudios Fernando Ortiz de la Universidad de La Habana.
- 2009- Ponencia “República: españoles y el fútbol”, en Evento Internacional “Conferencia Científica Nacional” “La República: Economía, Política y Sociedad (1902-1958)”. Instituto de Historia de Cuba.
- 2009- Ponencia “Ante la profunda crisis de 1920-1921 en Cuba: La estrategia española en la solución de su excedente inmigratorio”, en Evento Científico “Martínez Villena, su época y sus Contemporáneos”. Museo Martínez Villena.
- 2010 - Conferencia La irrupción del Fútbol en La Habana. Manifestaciones Interétnicas y Espacios Públicos. Fundación Fernando Ortiz. Evento dedicado a la historia y antropología del deporte.
- 2012- Ponencia “El Fútbol y los británicos de La Habana” en Seminario Internacional “Cuba en los intereses anglo-hispanos”. Academia de la Historia de Cuba.
- 2015- Presentación del documental Emilio Roig, en la Universidad de San Gerónimo.
- 2015- Presentación del documental Aché too Ceiba, en evento Homenaje a la Ceiba, en Centro Cultural William V. Musto, New York, Estados Unidos.
- 2016- Presentación del documental Emilio Roig, en Casa de Altos Estudios Fernando Ortiz de la Universidad de La Habana y en Instituto de Historia de Cuba.
- 2016- Profesor invitado por la Universidad de Brown. En curso en Casa de las Américas, Cuba. Conferencia sobre inmigración española a Cuba. Profesora permanente Dra. Ivette García.
- 2016- Ponencia y presentación del documental “Un Sonido de La Habana” en evento “Las ciudades portuarias: evolución histórica y retos presentes” auspiciado por la Academia de la Historia de Cuba.
- 2017- Profesor invitado por la Universidad de Brown. En curso en Casa de las Américas, Cuba. Sobre inmigración española a Cuba. Profesora permanente Dra. Ivette García.
- 2021- Conferencia “Las corridas de toros en La Habana 1902-1923”. En la Sala de conferencias de cultura hispano-cubana, dirigida por la doctora Carmen Almodóvar, auspiciada por la Universidad de La Habana y la embajada española.
- 2022- Ponencia “las mujeres españolas en las sociedades de fútbol de la habana” en V Coloquio presencias europeas en Cuba. Las mujeres en la historia compartida entre Cuba y Europa.